# Epizoanthidae
Epizoanthidae Delage & Hérouard, 1901 è una famiglia di esacoralli dell'ordine Zoantharia.

## Descrizione
La famiglia comprende sia specie solitarie che coloniali. I polipi presentano usualmente massicce incrostazioni di sabbia o altri detriti inorganici nello spessore delle loro pareti. Nelle specie coloniali i polipi sono collegati da stoloni o da uno strato continuo di cenenchima.

## Biologia
Molte specie vivono in associazione con altri organismi come spugne e octocoralli; alcune specie sono epizooiche, cioè formano piccole colonie sulle conchiglie dei granchi eremita.
In nessuna specie è stata dimostrata la presenza di zooxantelle endosimbionti.

## Distribuzione e habitat
Questo raggruppamento ha una distribuzione cosmopolita, essendo presente in tutti gli oceani compreso quelli polari, dal piano intertidale a quello abissale. Nel mar Mediterraneo sono state censite oltre una decina di specie, in gran parte endemiche.

## Tassonomia
La famiglia comprende i seguenti generi:
- Epizoanthus Gray, 1867
- Thoracactis Gravier, 1918

### Alcune specie

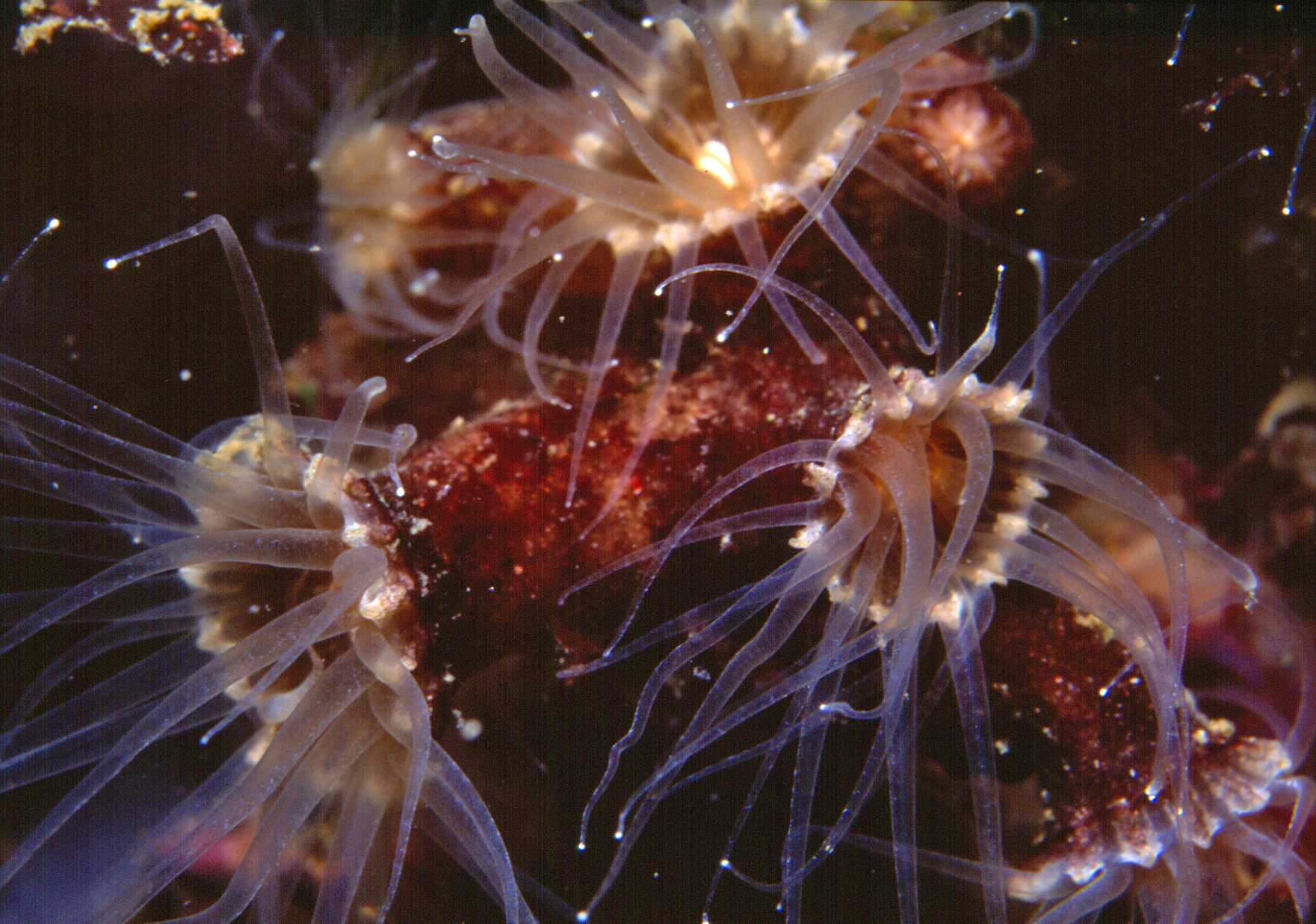
Epizoanthus arenaceus
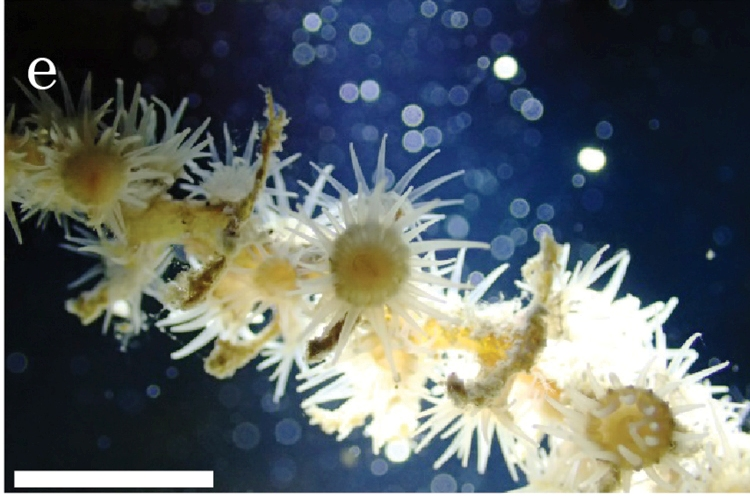
Epizoanthus beriber
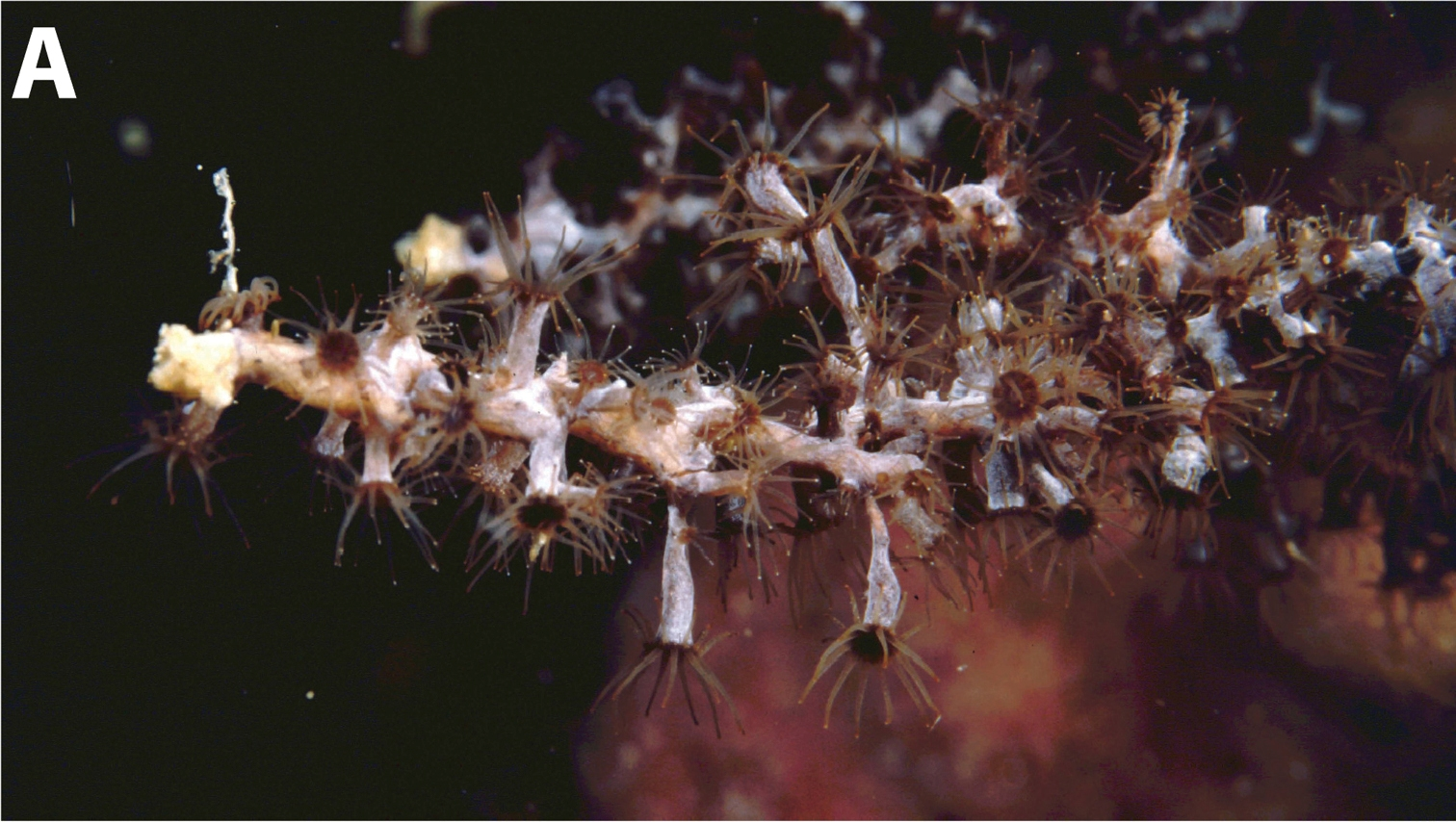
Epizoanthus illoricatus
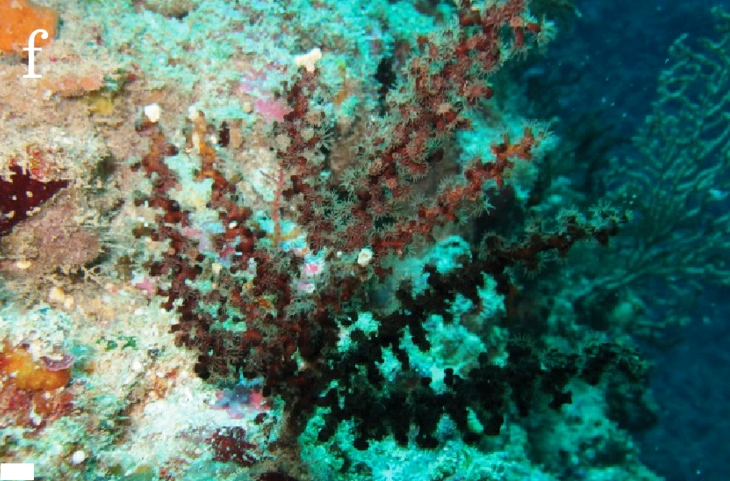
Epizoanthus inazuma